# Mario Vilella Martínez
Mario Vilella Martínez (Elche, 3 luglio 1995) è un ex tennista spagnolo.

## Carriera
Dopo nove vittorie nel circuito ITF tra il 2015 e il 2018, vince il primo torneo Challenger a Praga nel 2019, superando in finale Tseng Chun-hsin.
Nel 2020, dopo aver vinto il primo torneo Challenger in doppio in coppia con Andrea Pellegrino in Nuova Caledonia, si qualifica per gli Australian Open, dove viene eliminato al primo turno dal russo Karen Khachanov, testa di serie numero 16 del tabellone.
Nel febbraio 2021 prende parte al torneo ATP 250 Great Ocean Road Open di Melbourne, all'esordio vince il suo primo match nel circuito maggiore battendo Yannick Hanfmann, al secondo turno sconfigge il nº 39 mondiale Nikoloz Basilašvili e viene quindi eliminato da Jordan Thompson. Supera le qualificazioni agli Australian Open e al Roland Garros e viene eliminato in entrambi i tornei al primo turno. A luglio vince agli Internazionali di Todi il suo secondo titolo Challenger in singolare con il successo in finale su Federico Gaio, risultato con cui porta il best ranking alla 158ª posizione mondiale.
A luglio 2022 annuncia il proprio ritiro dal tennis giocato, dichiarando di non avere più le motivazioni per continuare a giocare.

## Statistiche

### Tornei minori

#### Singolare

##### Vittorie (11)
| Legenda tornei minori |
| Challenger (2)        |
| Futures (9)           |

| No. | Data             | Torneo                                       | Superficie  | Avversario in finale | Punteggio           |
| 1.  | 18 gennaio 2015  | Tunisia F1, Port El Kantaoui                 | Cemento (o) | Yannick Jankovits    | 2-6, 7–6(7), 6-4    |
| 2.  | 1 febbraio 2015  | Tunisia F3, Port El Kantaoui                 | Cemento (o) | Jaime Pulgar García  | 6(4)–7, 6-4, 7–6(2) |
| 3.  | 10 maggio 2015   | Algeria F1, Orano                            | Terra rossa | David Pérez Sanz     | 7–6(4), 6-3         |
| 4.  | 22 maggio 2016   | Algeria F2, Algeri                           | Terra rossa | Gregoire Jacq        | 6-4, 6-2            |
| 5.  | 23 ottobre 2016  | Spain F34, Melilla                           | Terra rossa | Ricardo Ojeda Lara   | 6-3, 6-3            |
| 6.  | 16 aprile 2017   | Kazakhstan F3, Şımkent                       | Terra rossa | Zdeněk Kolář         | 6-4, 3-6, 6-0       |
| 7.  | 17 dicembre 2017 | Egypt F38, Il Cairo                          | Terra rossa | Ronald Slobodchikov  | 6-4, 7–6(5)         |
| 8.  | 22 aprile 2018   | Spain F9, Madrid                             | Terra rossa | Pedro Cachín         | 6-4, 6-0            |
| 9.  | 8 luglio 2018    | Austria F1, Telfs                            | Terra rossa | Matthias Haim        | 6-4, 6-4            |
| 10. | 28 luglio 2019   | I. ČLTK Prague Open, Praga                   | Terra rossa | Tseng Chun-hsin      | 6-4, 6-2            |
| 11. | 18 luglio 2021   | Internazionali di Tennis Città di Todi, Todi | Terra rossa | Federico Gaio        | 7–6(3), 1-6, 6-3    |

##### Sconfitte in finale (10)
| No. | Data             | Torneo                           | Superficie  | Avversario in finale  | Punteggio     |
| 1.  | 30 agosto 2015   | Romania F14, Bucarest            | Terra rossa | Carlos Boluda-Purkiss | 4-6, 6-3, 4-6 |
| 2.  | 13 marzo 2016    | Morocco F1, Agadir               | Terra rossa | Jeremy Jahn           | 1-6, 6-3, 2-6 |
| 3.  | 12 giugno 2016   | Spain F16, Huelva                | Terra rossa | João Domingues        | 4-6, 3-6      |
| 4.  | 12 febbraio 2017 | Spain F4, Paguera                | Terra rossa | Jaume Munar           | 6-3, 4-6, 1-6 |
| 5.  | 30 aprile 2017   | Kazakhstan F5, Şımkent           | Terra rossa | Ivan Gakhov           | 3-6, 2-6      |
| 6.  | 11 giugno 2017   | Turkey F22, Adalia               | Terra rossa | Hugo Dellien          | 2-6, 6-1, 2-6 |
| 7.  | 3 dicembre 2017  | Egypt F36, Il Cairo              | Terra rossa | Enrique López Pérez   | 4-6, 3-6      |
| 8.  | 10 dicembre 2017 | Egypt F37, Il Cairo              | Terra rossa | Enrique López Pérez   | 4-6, 2-6      |
| 9.  | 20 maggio 2018   | Samarkand Challenger, Samarcanda | Terra rossa | Luca Vanni            | 4-6, 4-6      |
| 10. | 15 luglio 2018   | Germany F7, Bad Schussenried     | Terra rossa | Matthias Haim         | 3-6, 4-6      |

#### Doppio

##### Vittorie (7)
| Legenda tornei minori |
| Challenger (1)        |
| Futures (6)           |

| N. | Data             | Torneo                                      | Superficie  | Compagno             | Avversari in finale                        | Punteggio            |
| 1. | 20 novembre 2016 | Spain F37, Cuevas del Almanzora             | Cemento (o) | Jaume Pla Malfeito   | Roberto Ortega Olmedo David Vega Hernández | 7–6(4), 2-6, [10-5]  |
| 2. | 27 novembre 2016 | Spain F38, Cuevas del Almanzora             | Cemento (o) | David Vega Hernández | Jorge Hernando Ruano Pablo Vivero Gonzalez | 6-4, 7–6(5)          |
| 3. | 18 giugno 2017   | Turkey F23, Istanbul                        | Terra rossa | Bradley Mousley      | Hugo Dellien Federico Zeballos             | 6-3, 6-3             |
| 4. | 3 dicembre 2017  | Egypt F36, Il Cairo                         | Terra rossa | Jordan Correia       | Karol Drzewiecki Szymon Walków             | 7–6(11), 7–6(4)      |
| 5. | 18 febbraio 2018 | Spain F5, Murcia                            | Terra rossa | Eduardo Russi        | Dante Gennaro Bruno Sant'Anna              | 3-6, 6-3, [10-8]     |
| 6. | 8 luglio 2018    | Austria F1, Telfs                           | Terra rossa | Marco Bortolotti     | Alexander Erler Kirill Kivattsev           | 6-1, 3-6, [10-4]     |
| 7. | 12 gennaio 2020  | Internationaux de Nouvelle-Calédonie, Numea | Cemento (o) | Andrea Pellegrino    | Luca Margaroli Andrea Vavassori            | 7–6(1), 3-6, [12-10] |

##### Sconfitte in finale (8)
| N. | Data              | Torneo                  | Superficie  | Compagno                 | Avversari in finale                        | Punteggio              |
| 1. | 26 luglio 2015    | Spain F22, Dénia        | Terra rossa | Eduardo Russi            | Ivan Gakhov Mikhail Korovin                | 4-6, 2-6               |
| 2. | 19 giugno 2016    | Spain F17, Martos       | Cemento (o) | Jaume Pla Malfeito       | Rémi Boutillier Mick Lescure               | 7–6(3), 4-6, [5-10]    |
| 3. | 23 ottobre 2016   | Spain F34, Melilla      | Terra rossa | Albert Alcaraz Ivorra    | Carlos Boluda-Purkiss David Vega Hernández | 7–6(9), 6(5)–7, [6-10] |
| 4. | 23 aprile 2017    | Kazakhstan F4, Şımkent  | Terra rossa | Alexander Zhurbin        | Zdeněk Kolář Nino Serdarušić               | 2-6, 2-6               |
| 5. | 21 maggio 2017    | Sweden F2, Båstad       | Terra rossa | Frederico Gil            | Isak Arvidsson Fred Simonsson              | 3-6, 6-3, [8-10]       |
| 6. | 25 giugno 2017    | Turkey F24, Istanbul    | Terra rossa | Marc Sieber              | Marvin Greven Jannis Kahlke                | 1-2 rit.               |
| 7. | 4 febbraio 2018   | Tunisia F4, Gerba       | Cemento (o) | Eduardo Russi            | Jonathan Kanar Laurent Lokoli              | 5-7, 0-6               |
| 8. | 18 settembre 2021 | Quito Challenger, Quito | Terra rossa | Adrián Menéndez Maceiras | Alejandro Gómez Thiago Agustín Tirante     | 5-7, 7–6(5), [8-10]    |